# Aéroport de l'île de Kume
L'aéroport de l'île de Kume (久米島空港, Kumejima Kūkō),  code IATA : UEO • code OACI : ROKJ  est un aéroport de Kumejima, une ville et une île de la Préfecture d'Okinawa au Japon . 
La préfecture gère l'aéroport, qui est classé comme un aéroport de troisième classe.  

## Situation

### Carte des 50 principaux aéroports du Japon
| Akita Amami Aomori Asahikawa Chūbu Fukuoka Fukushima Hakodate Hanamaki Hiroshima Ibaraki Ishigaki Izumo Kagoshima Kansai Kitakyushu Kobe Kōchi Komatsu Kumamoto Kumejima Kushiro Iwakuni Matsuyama Memanbetsu Miho-Yonago Misawa Miyako Miyazaki Nagasaki Nagoya Naha Tokyo · Narita Niigata Ōita Okayama Osaka Saga Sendai Shin-Chitose Shizuoka Shonai Takamatsu Tokachi-Obihiro Tokushima Tokyo · Haneda Tottori Toyama Tsushima Yamaguchi Ube |

| Naha Aguni Ishigaki Kitadaito Kume Minami-Daito Shimojishima Miyako Tarama Yonaguni Futenma Kadena |

## Compagnies aériennes et destinations
| Compagnies                                         | Destinations |
| -------------------------------------------------- | ------------ |
| Japan Transocean Air                               | Okinawa-Naha |
| Japan Transocean Air opéré par Ryukyu Air Commuter | Okinawa-Naha |

Édité le 07/01/2020

## Statistiques
Pour des raisons techniques, il est temporairement impossible d'afficher le graphique qui aurait dû être présenté ici.

Voir la requête brute et les sources sur Wikidata.